# Cultura de La Aguada
La Cultura de La Aguada es va desenvolupar a la regió fronterera entre les províncies argentines de Catamarca i La Rioja entre el 600 i 900 de la nostra era, situant-se dins de les cultures del període agroterrisser mitjà. La seva influència, però, es va fer sentir en diferents parts del nord-oest argentí.
La cultura de La Aguada correspon al període Mitjà o d'Integració cultural al nord-oest argentí i és considerada com el moment culminant de l'art precolombí de la regió.
La seva ceràmica era pintada, polida i esgrafiada. Van treballar metalls com l'or i el bronze. Van realitzar escultura en pedra i van deixar imatges rupestres pintades en abrics rocosos i coves a l'est de la serra d'Ancasti. Les imatges de felins són característiques d'aquesta cultura.
Segons José Pérez Gollán (1992), La Aguada és un moment històric de la cultures del nord-oest, en el qual sorgeix una nova forma política, els anomenats «senyorius» o «prefectures», per estar dominades per un «senyor», que dominava una determinada regió per mitjà del control de l'excedent econòmic i els recursos simbòlics.

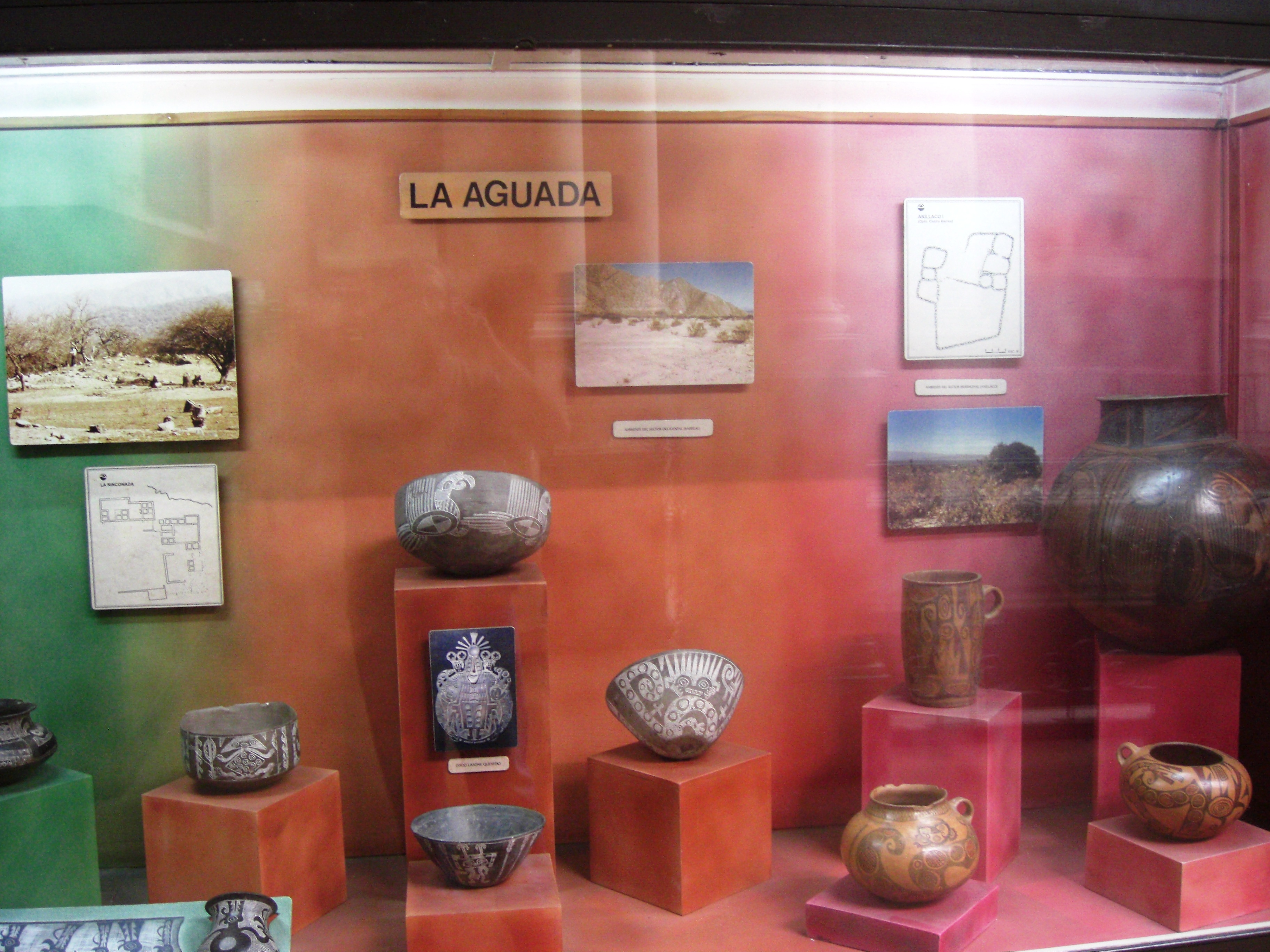
Detall de la vitrina dedicada a la cultura de La Aguada, Museu de La Plata
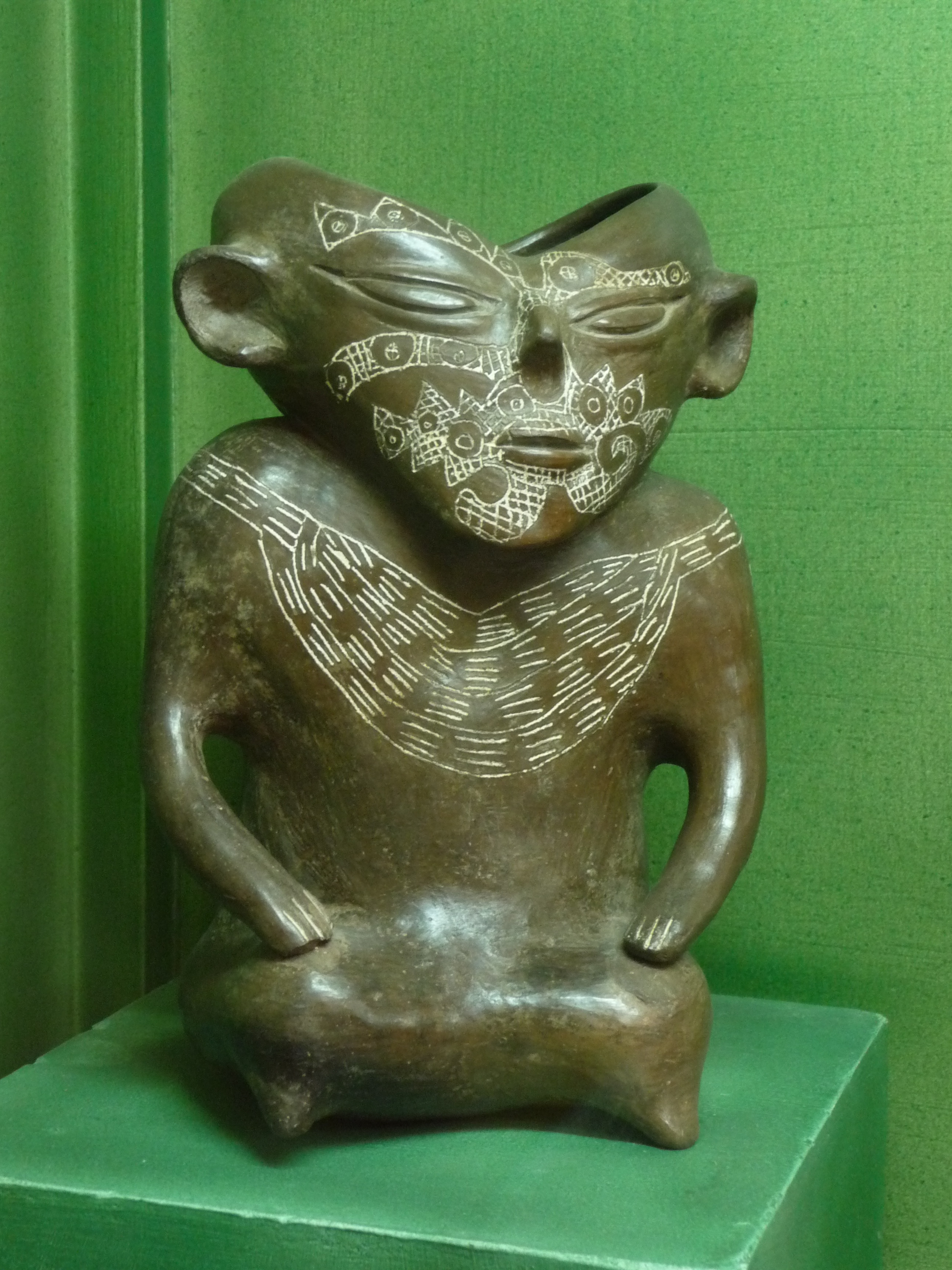
Peça de la cultura de La Aguada, Museu de La Plata
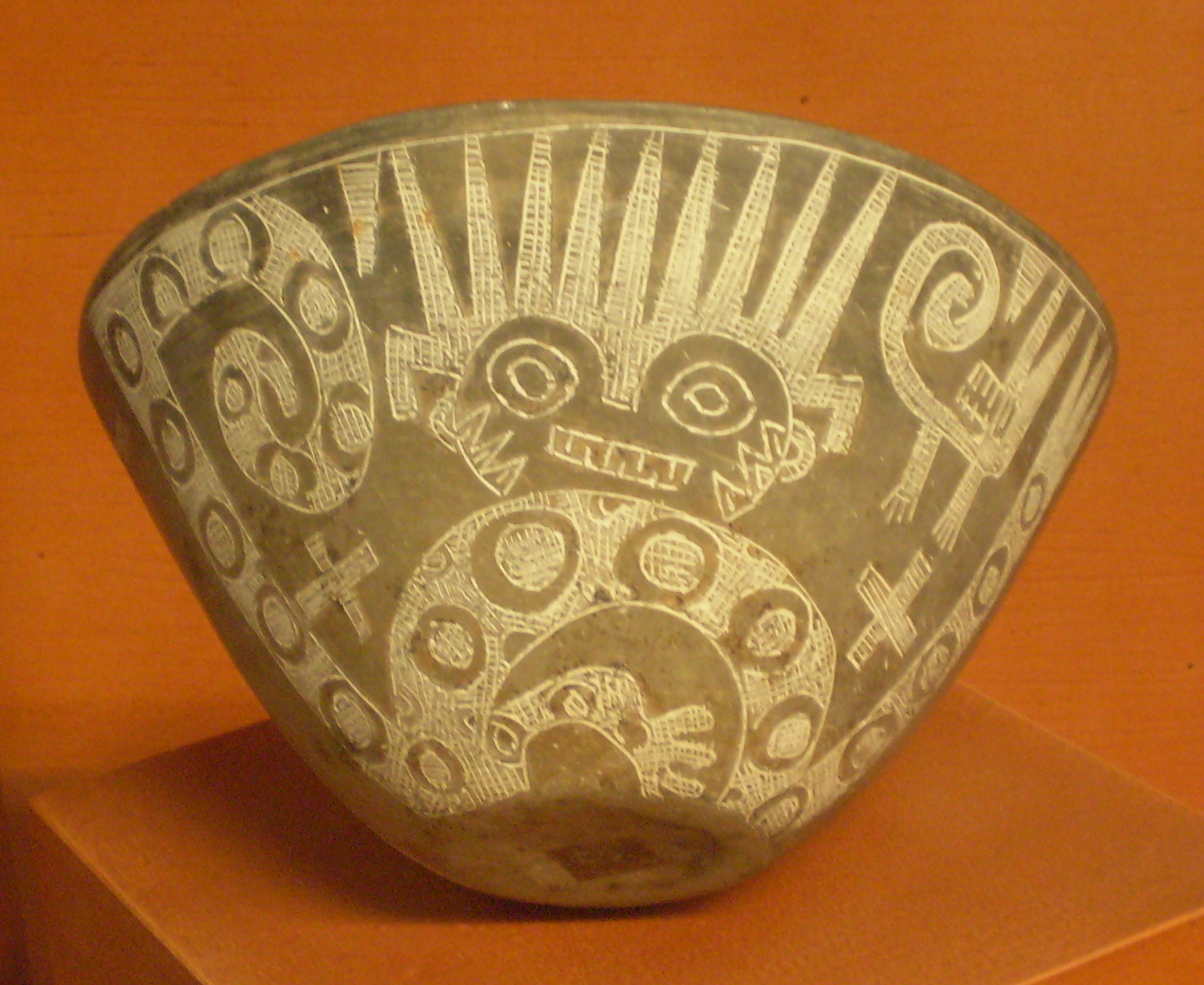
Terrissa de la cultura de La Aguada, Museo de La Plata

La seva agricultura va ser possible a causa de les andanes i camps de conreus irrigats per complexos sistemes hidràulics. Sembraven fesols, carabasses, cacauet i blat de moro. Van ser també pobles recol·lectors dels fruits del chañar i el garrofer. Criaven llames.
En els habitatges de pedra vivia l'elit polític-religiosa, mentre el poble comú ocupaven cases de palla i fang. Practicaven sacrificis humans.
Va rebre clares influències de les cultures que van precedir la regió, especialment la cultura de La Ciénaga i la cultura Condorhuasi.
Existeixen les ruïnes d'una construcció semblant a una piràmide, en veritat troncocònica, en l'actual província de Catamarca. Posseïa rampes d'accés i càmeres internes on es van trobar restes de ceràmiques i humanes.